# دامير فراباك
دامير فراباك هو لاعب كرة قدم بوسني في مركز الوسط، ولد في 10 مايو 1962 في فليكا كلادوشا في البوسنة والهرسك. لعب مع نادي ساراييفو.